# Noodweer (meteorologie)
Men spreekt van noodweer als de weersomstandigheden zo extreem zijn, dat men er overlast van ondervindt. Dit kan het geval zijn bij zware storm, hevige en langdurige regenval, hagel of zwaar onweer. In de winter kan hier ook sprake van zijn bij zware sneeuwval. Noodweer kan mensenlevens kosten en grote materiële schade veroorzaken. Ook het openbaar vervoer kan lamgelegd worden door noodweer. Daarnaast wordt het vaak afgeraden om naar buiten te gaan bij noodweer. Festivals en evenementen die buiten plaatsvinden worden bij voorspeld noodweer uit voorzorg afgelast. Op deze manier wordt ieder gevaar vermeden voor artiesten en publiek.
Als er in Nederland noodweer wordt voorspeld, zal het KNMI een weeralarm(code rood) uit doen gaan. Voor België is dat het KMI.

## Karakteristieken
Buien die noodweer veroorzaken hebben daarvoor windschering en onstabiliteit nodig. Een overlap tussen beide parameters kan de cocktail zijn die later in de namiddag voor heftig onweer zal zorgen. Noodweer gaat meestal gepaard met diverse windverschijnselen, hagel en overvloedige neerslag. Een mogelijke veroorzaker van noodweer zijn in de zomer popcornbuien.